# Éric Bernard
Éric Bernard (Martigues, 24 augustus 1964) is een voormalig Frans autocoureur. Hij maakte zijn Formule 1-debuut in 1989 bij Larrousse en nam deel aan 47 Grands Prix waarvan hij er 45 mocht starten. Hij scoorde 10 punten.
Hij startte met karting in 1976 en in de zeven volgende jaren won hij vier Franse titels. In 1983 ging hij naar de raceschool op Paul Ricard en was een van de finalisten in de Volant Elf competitie. Hij versloeg Jean Alesi en Bertrand Gachot en won een volledig betaald seizoen in de Formule Renault voor 1984. Hij eindigde zesde dat jaar en won het kampioenschap in 1987. Hierna stapte hij over naar de Franse Formule 3 en werd tweede in het kampioenschap, achter Alesi. In 1988 ging hij racen in de Formule 3000.
Een jaar later mocht hij debuteren in de Formule 1 voor het Franse Larrousse. Hij verving Yannick Dalmas in de Franse Grand Prix. Tijdens zijn debuutrace reed hij een tijdje op de vijfde plaats, maar viel uit door een kapotte Lamborghini motor. Hij startte ook nog in de Britse Grand Prix, voordat hij terugkeerde naar de Formule 3000.
Hij werd wel beloond in 1990 met een volledig seizoen Formule 1 voor Larrousse. Hij kreeg tijdens dat jaar bijzonder veel positieve aandacht omwille van zijn afstellingskwaliteiten en rijstijl waarbij hij aan Alain Prost deed denken. Hij scoorde zijn eerste punten in de Grand Prix van Monaco met een zesde plaats. Zijn beste resultaat dat jaar behaalde hij op Silverstone met een vierde plaats.
In 1991 bleef hij bij Larousse maar het team was erg verzwakt doordat ze de Lamborghini-motoren verloren aan Modena F1. Daarnaast verloren ze ook nog enkele sponsors. Bernard slaagde er wel nog in om de zesde plaats te behalen in de Grand Prix van Mexico maar wist zich in Italië niet meer te kwalificeren. Het ging van kwaad naar erger: hij brak een been in de kwalificaties voor de Grand Prix van Japan.
Bernard vocht echter terug en met de hulp van zijn sponsor Elf slaagde hij erin om testrijder bij Ligier te worden. Een financier van het team belandde in 1994 in de cel en doordat het budget daalde, kreeg Bernard een racezitje naast Olivier Panis. Het team gebruikte slechts een doorontwikkeling van het chassis van 1993 naast de Renault V10 motor. In de onderlinge strijd met zijn teamgenoot won Panis meestal en ondanks een derde plaats in de Grand Prix van Duitsland werd Bernard vervangen door Johnny Herbert.
Hij reed zijn laatste Grand Prix voor Lotus, maar zijn zitje werd na één race al ingenomen door Mika Salo. Hierna werd hij wel nog gelinkt aan Larrousse maar de terugkeer van het team ging door financiële problemen niet door.
Hij stapte over naar de sportauto's met succes in de GT en American Le Mans Series.